# 衷贞吉
衷贞吉（1530年—1597年），字孔安，號洪溪，江西南昌府新建縣人，明朝政治人物。

## 生平
先世福建邵武人，本姓哀，迁徙至江西南昌沙埠潭，南唐时检校礼部尚书哀愉得赐姓为衷，后以避乱仍哀姓。十九世贞吉季父茂才鸣凤、孝廉世用等先后诣所司奏请，诏还为衷姓。
嘉靖三十八年（1559年）登己未科進士。初授刑部主事，升员外、郎中，以便养告，改南兵部武选司郎中，丁父忧归。服阕，隆慶丁卯年（1567年）除南礼部儀制司郎中，寻出任松江府知府。庚午（1570年）上计，升陕西行太仆寺少卿兼佥事。萬曆元年（1573年）迁河南提学副使，丁内艰。七年己卯复除原职。九年升湖广右参政，迁河南按察使，十二年升浙江左右布政使，十三年入觐，十四年春舉治行第一，赐宴礼部，当月遷河南巡撫，賑饑有功。十六年晋工部右侍郎，十八年转左侍郎，寻晋吏部左侍郎，同年秋出为南京都察院右都御史。十九年升南京工部尚书，二十年晋南京兵部尚书。萬曆二十一年（1593年）升任工部尚書。次年，改都察院左都御史。萬曆二十五年（1597年）卒於任，謚簡肅。

## 家族
祖哀正民，號樂山；父哀永昌，號翼斋；嫡母萧氏、母王氏。
子衷时立、衷时彦、衷时章（甲午举人）、衷时奇。

## 佚事
董其昌自述少年时参加考试因写字不佳被时任松江知府的衷贞吉降为第二，从此发奋练习书法之事。